# Oscar Quitak
Oscar Quitak (*  10. März 1926 in London; † 31. Dezember 2023 auf Ibiza) war ein britischer Schauspieler.

## Leben und Karriere
Quitak spielte seit den 1950er Jahren in zahlreichen britischen Kinofilmen; außerdem hatte er regelmäßig Rollen in britischen Fernsehserien. 1952 verkörperte er an der Seite von John Bailey die Rolle des Gerard, eines standhaften belgischen Aristokraten, der sich der Widerstandsbewegung seines Heimatlands anschließt, in dem britischen Kriegsdrama Wenn das Herz spricht; seine weiteren Partner waren Maria Schell und Marius Goring. In der Folgezeit erhielt Quitak als Charakterdarsteller dann allerdings häufig nur noch Nebenrollen wie den Diamantenhändler in dem Filmdrama Operation Amsterdam (1959) oder in späteren Jahren den Militärarzt in Codename: Emerald (1985). Immer wieder erhielt er jedoch auch einprägsame Filmrollen. 1958 übernahm er die Rolle des verkrüppelten, buckligen Faktotums Karl, des Assistenten von Dr. Stein, in dem von der britischen Filmproduktionsfirma Hammer herausgebrachten Horrorfilm Frankensteins Rache. 1982 spielte er in dem Thriller Operation Tanger den erfahrenen Kommunikationsspezialisten und vermeintlichen Überläufer Velatti, der mit geheimen Tonbandaufnahmen verschwunden ist, die er dem Anschein nach an die Sowjets verkaufen will. 1983 spielte er unter der Regie von Jack Gold den sowjetischen Volkskommissar Lew Sacharowitsch Mechlis in der Polit-Groteske Der rote Monarch. 1985 hatte er eine kleine Rolle in Terry Gilliams Filmsatire Brazil.
Quitaks Fernseharbeiten spielten oft in der Zeit des Nationalsozialismus. In der Fernsehserie Colditz (1972) verkörperte er den Kommandanten eines deutschen Kriegsgefangenenlagers, in The Death of Adolph Hitler (1973) spielte er den Nazi-Demagogen Joseph Goebbels und in der Mini-Serie Kessler (1981) den KZ-Arzt Josef Mengele. In der US-amerikanischen Miniserie Holocaust – Die Geschichte der Familie Weiß übernahm er 1978 die Rolle des Herrn Tesch. 1987 war er in der britischen Comedy-Serie French and Saunders in der Rolle des Dr. Fennell zu sehen.
Quitak war auch als Bühnendarsteller tätig. Er spielte im Juli 1963 in Manchester und London die Rolle des Nathaniel Winkle in den Uraufführungen bzw. Erstaufführungen des Musicals Pickwick (Libretto: Wolf Mankowitz; Gesangstexte: Leslie Bricusse; Musik: Cyril Ornadel). 1965 spielte er die Rolle auch am Broadway in New York City, später dann auch am Hanna Theatre in Cleveland. Außerdem spielte er, gemeinsam mit der britischen Schauspielerin Andree Melly, in den Uraufführungen der beiden Einakter If Love Decay... (1962) und The Last Word? (1967) von Alan Ayckbourn. 1969 spielten Quitak und Melly im Hampstead Theatre Club in dem Zwei-Personen-Stück A Man's Best Friend von James Saunders. 1973 folgte, wieder mit Andree Melly als Partnerin, die Uraufführung des Saunders-Stücks Poor Old Simon am Capitol Theatre in Horsham, Sussex. 1986 spielte er in London die Rolle des Herr Schul(t)z in dem Musical Cabaret. Von dieser Produktion wurde auch eine CD-Einspielung veröffentlicht, auf der Quitak zu hören ist. 1990 spielte er am Royal National Theatre in der Komödie The School for Scandal von Richard Brinsley Sheridan und in Peer Gynt von Henrik Ibsen.
Im Mai 1961 wirkte Quitak gemeinsam mit Mary Wimbush in einer Produktion des Saturday Night Theatre, einer von BBC Radio 4 ausgestrahlten Sendereihe von Theaterstücken im Rundfunk, mit:  in The Storm von H. L. V. Fletcher.
Quitak war bis zu ihrem Tod mit Andree Melly verheiratet, die er 1952 bei den Dreharbeiten zu dem Film Wenn das Herz spricht – sie spielte die Rolle der Paulette – kennengelernt hatte. Quitak und Melly lebten in den 1990er Jahren in Spanien. 1999 besuchten beide eine Treffen ehemaliger Stars und Mitarbeiter der Hammer Film Productions Ltd. in den britischen Bray Studios, die Hammer in den 50er Jahren gegründet hatten.

## Filmografie
- 1950: Achtung! Kairo… Opiumschmuggler (Cairo Road)
- 1951: Der Mann in Schwarz (The Dark Man)
- 1952: Wenn das Herz spricht (So Little Time)
- 1955: Der Gefangene (The Prisoner)
- 1956: Zarak Khan (Zarak)
- 1957: Eine Stadt steht vor Gericht (Town on Trial)
- 1958: Frankensteins Rache (The Revenge of Frankenstein)
- 1959: Operation Amsterdam
- 1968: Der Mann mit dem Koffer (Man in a Suitcase) (Fernsehserie, 1 Folge)
- 1969; 1971 Z Cars (Fernsehserie)
- 1971: Paul Temple (Fernsehserie)
- 1972: Colditz (Fernsehserie)
- 1973: ITV Saturday Night Theatre: The Death of Adolph Hitler
- 1976: Mit Schirm, Charme und Melone (The New Avengers) (Fernsehserie, 1 Folge)
- 1978: Holocaust – Die Geschichte der Familie Weiss (Holocaust)
- 1978: Fünf Freunde (The Famous Five)
- 1978: Crown Court (Fernsehserie)
- 1981: Kessler (Miniserie)
- 1982: Operation Tanger (Tangiers)
- 1983: Der rote Monarch (Red Monarch)
- 1985: Brazil
- 1985: Codename: Emerald (Code Name: Emerald)
- 1986: Yes Minister (Yes, Prime Minister)
- 1986: Lovejoy (Fernsehserie)
- 1987: French and Saunders (Fernsehserie)
- 1988: A Very British Coup (Fernsehserie)
- 1989: Recht, nicht Rache (Murderers Among Us: The Simon Wiesenthal Story)
- 1989: Screen One (Fernsehserie)
- 1989: Saracen (Fernsehserie)
- 1991: Outside Time (Fernsehserie)
- 1993: Telltale (Fernsehserie)
- 1993: Every Silver Lining (Fernsehserie)